# Julodis partha
Julodis partha es una especie de escarabajo del género Julodis, familia Buprestidae. Fue descrita científicamente por Obenberger en 1923.